# Melchior Pyrnesius z Pyrnu
Mons. Theol. Dr. Melchior Pyrnesius z Pyrnu (25. ledna 1526 – 27. července 1607) byl římskokatolickým knězem, kanovníkem a světícím biskupem olomoucké diecéze.

## Životopis
Pocházel z polské rodiny, jeho příbuzným byl i kardinál Stanislav Hosius. Po studiích na olomoucké univerzitě a na římském Germanicu (1571-1575 )se stal olomouckým (1574) a vratislavským (1602) kanovníkem. Roku 1603 byl jmenován titulárním biskupem nikopolským a světícím biskupem olomouckým, konsekrován byl až v roce 1605.